# Licuala ramsayi
Licuala ramsayi är en enhjärtbladig växtart som först beskrevs av Ferdinand von Mueller, och fick sitt nu gällande namn av Karel Domin. Licuala ramsayi ingår i släktet Licuala och familjen Arecaceae.

## Underarter
Arten delas in i följande underarter:
- L. r. ramsayi
- L. r. tuckeri

## Bildgalleri

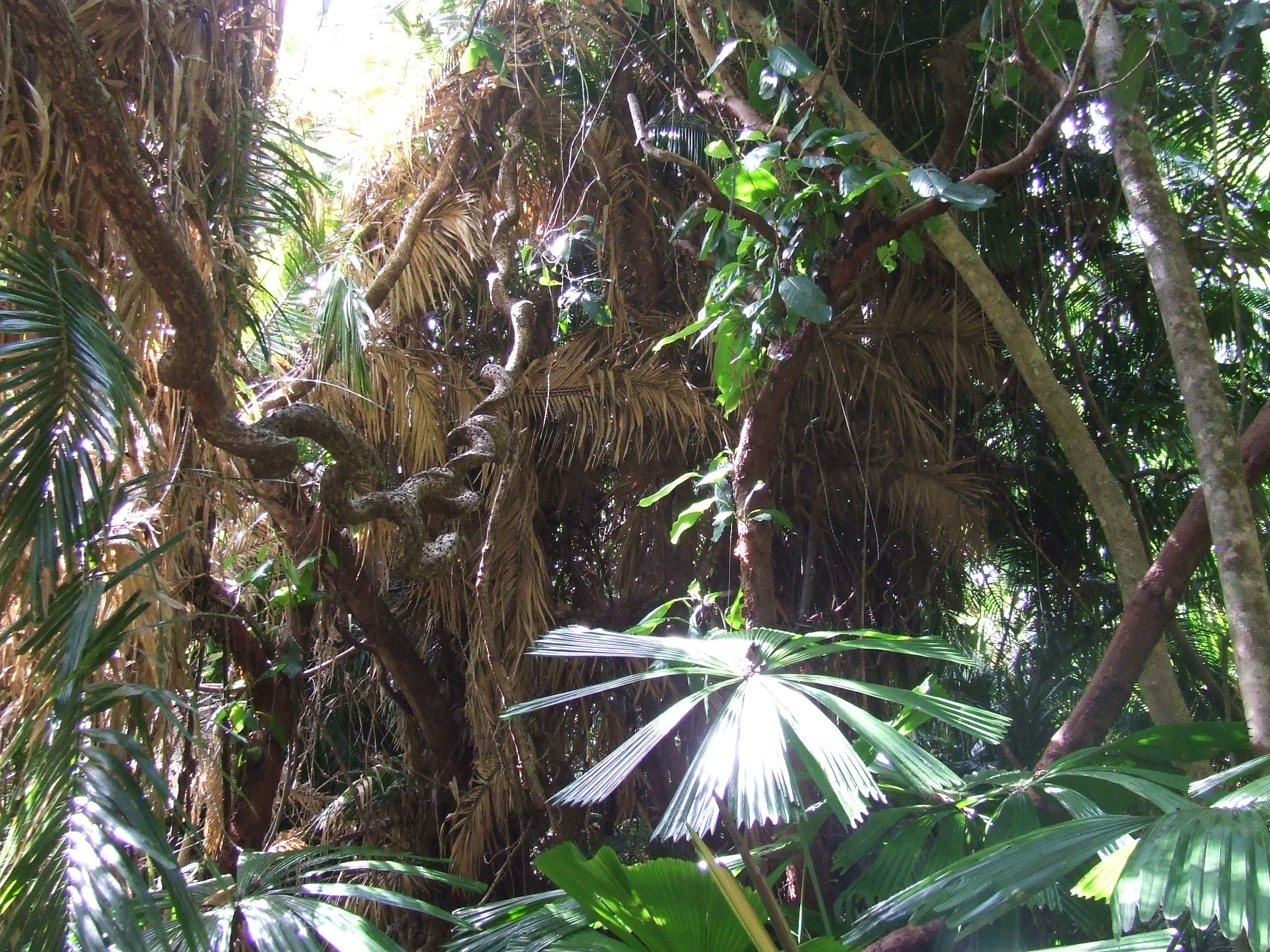
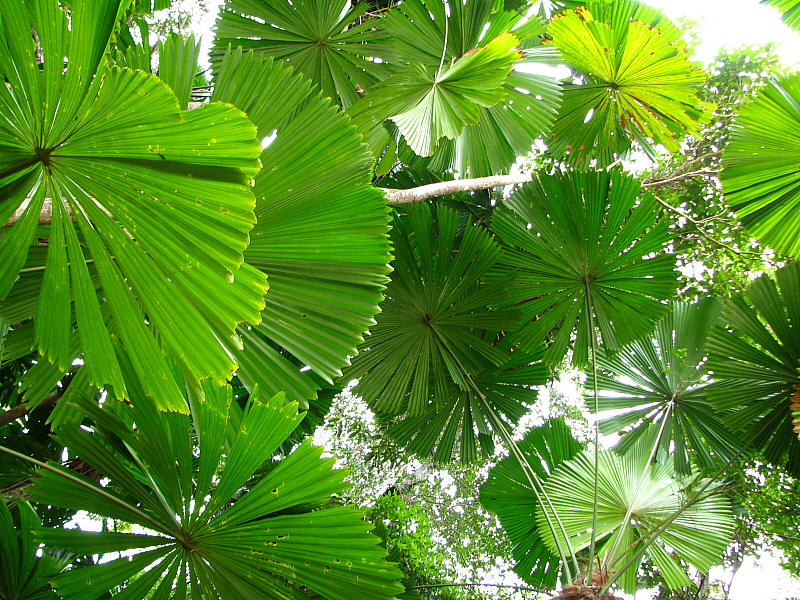
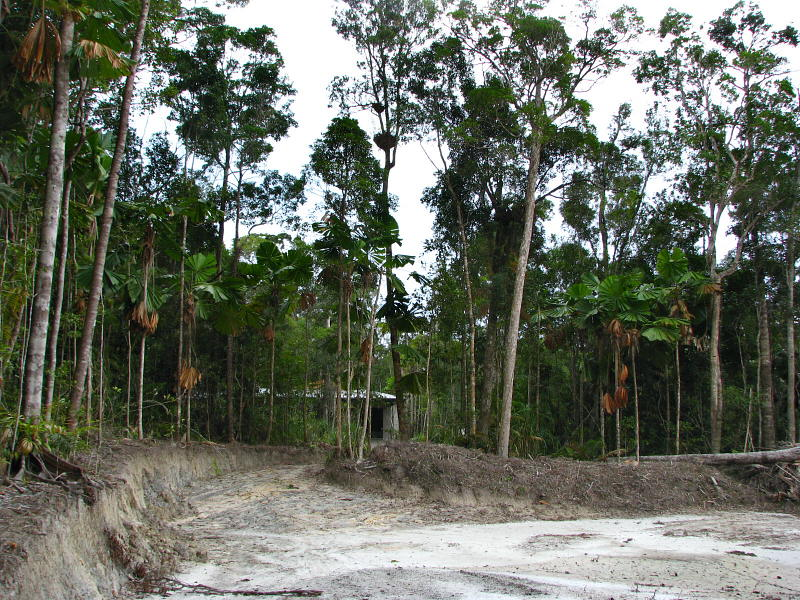
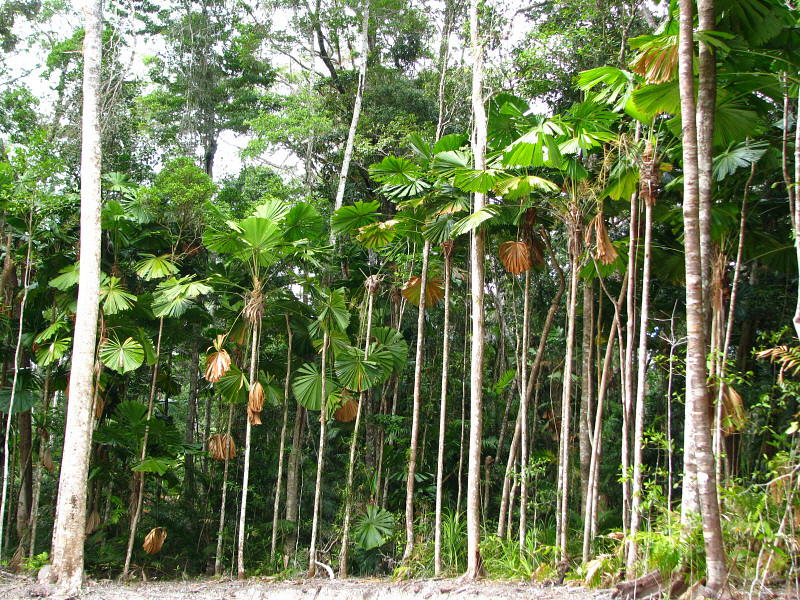